# Boeing BQ-7 Aphrodite
BQ-7 (кодовое название — Aphrodite, «Афродита») — секретный проект переоборудования списанных со службы бомбардировщиков Boeing B-17 Flying Fortress в радиоуправляемые летающие бомбы для доставки большого количества взрывчатки к хорошо защищённым целям. Проект реализовывался под индексом MX-541 совместно инженерами компании Boeing и специалистами Управления материально-технического обеспечения ВВС Армии США параллельно с аналогичными работами флота (BQ-8)
осуществлялся под эгидой Армии и ВМФ США в 1944 году. Серия атак была предпринята против различных объектов на территории Германии с августа 1944 по январь 1945 года, но практически все они оказались безуспешными по различным причинам. В 1945 году проект был закрыт.

## История
В середине 1943 года, генерал-майор Джеймс Дулитл предложил идею использования старых, изношенных, исчерпавших расчётный ресурс бомбардировщиков B-17 в качестве радиоуправляемых самолётов-снарядов. Нагруженные взрывчаткой бомбардировщики, как предполагалось, могли бы сбрасываться на объекты противника, поражая их из пикирования с высокой точностью. Предполагалось, что таким образом удастся эффективно поражать хорошо защищённые и прочные объекты, наподобие бункеров баз подводных лодок.
После предварительных проработок, Дулитл утвердил проект 26 июня 1944 года, распорядившись начать развёртывание самолётов-роботов в частях 3-й бомбардировочной дивизии.

## Техническое описание
Самолёт-снаряд BQ-7 «Афродита» представлял собой старый, изношенный бомбардировщик Boeing B-17 Flying Fortress, списанный из боевых порядков. С машины снимался весь лишний вес — бортовое вооружение, бронирование, бомбардировочные прицелы, радиоаппаратура, что позволяло уменьшить вес машины примерно на 5400 кг.
Переоборудованная машина оснащалась системой дистанционного радиоуправления вертикальным рулём, аналогичной применяемой на управляемой авиабомбе AZON. Для дистанционного контроля, на борту самолёта-робота устанавливались две телевизионные камеры: одна внешнего обзора, позволяющая видеть местность под бомбардировщиком, и вторая — внутреннего, ретранслирующая изображение приборов на панели управления.
В бомболюк «Афродиты» загружался взрывчатый заряд, состоящий из 9000 кг торпекса. Такая нагрузка в несколько раз превосходила нормальный груз взрывчатки на борту бомбардировщика. Американцы считали, что эффект детонации заряда был не менее разрушительным, чем результат сброса британской «бомбы-землетрясения».
В воздух самолёт поднимался с аэродрома экипажем из двух человек. После старта и набора высоты в 600 метров, оба пилота покидали самолёт с парашютами, предварительно установив автопилот. Экипажи этих самолётов комплектовались добровольцами: для удобства покидания машины в воздухе верхняя часть кокпита демонтировалась.
Управление осуществлялось с борта сопровождающего бомбардировщика CQ-17, на борту которого оператор, отслеживая полет самолёта-снаряда, как визуально, так и с помощью изображения с телекамер, направлял машину к цели. Непосредственно над целью, оператор переводил машину в пикирование, и она падала на цель.

## Боевое применение
Первые самолёты-снаряды были развёрнуты в составе 562-й бомбардировочной эскадрильи на авиабазе Королевских ВВС «Ферсфилд». Изначально, предполагалось развернуть их на авиабазе «Вудбридж», но эксплуатация самолётов-снарядов вместе с пилотируемыми бомбардировщиками была сочтена слишком опасной и BQ-7 развернули на неиспользуемой бомбардировочным командованием авиабазе, расположенной в малонаселённой местности. Дополнительным аргументом в пользу «Ферсфилда» была его длинная взлётная полоса, удобная для подъёма самолётов-снарядов.
Боевые вылеты начались с 4 августа 1944 года. К этому моменту, эскадрилья имел в своём составе 10 самолётов-снарядов BQ-7 и 4 самолёта управления CQ-17.
| Цель                                               | Дата             | Самолеты                      | Итог    | Подробности полёта |
| -------------------------------------------------- | ---------------- | ----------------------------- | ------- | --- |
| Строящаяся батарея орудий V-3 в Moyecques, Франция | 4 августа 1944   | 1 BQ-7                        | Недолёт | Пилот и бортмеханик успешно выпрыгнули с парашютами, после чего самолёт потерял управление и разбился |
| Бункер Сиракур                                     | 4 августа 1944   | 1 BQ-7                        | Недолёт | Дрон потерял управление и разбился в лесу. Пилот погиб из-за ошибки при прыжке с парашютом |
| Купол Визерне, Бункер Эперлек                      | 4 августа 1944   | 2 BQ-7                        | Промах  | Первый самолёт потерял управление сразу после того как пилот выпрыгнул с парашютом, и разбился вблизи Оксфорда, разрушив более 8000 кв. м. окружающего леса. Бортмеханик погиб. Второй самолёт добрался до цели, но из-за повреждения телекамеры промахнулся на несколько сотен метров. Никакого урона противнику нанесено не было    |
| Бункер Эперлек                                     | 6 августа 1944   | 3 BQ-7                        | Сбит    | Экипажи покинули самолёты-снаряды без проблем. Спустя несколько минут один снаряд потерял управление и упал в море. Вскоре после этого два оставшихся снаряда также начали испытывать проблемы с управлением. Один разбился в море, другой повернул назад и начал выписывать круги над британским городом Ипсвич, прежде чем был сбит |
| Гельголанд                                         | Август 1944      | Неизвестно                    | Сбит    | Машина с модифицированным управлением. При запуске из-за несрабатывания парашюта погиб пилот. Самолёт-снаряд добрался до цели, но был сбит зенитным огнём |
| Топливные заводы в Хейде, Германия                 | Август 1944      | 4 BQ-7                        | Успех   | Единственная в полной мере успешная миссия «Афродит». Три самолета не смогли достичь цели из-за сбоев в системе управления, но четвёртый упал достаточно близко, чтобы взрывная волна нанесла существенный урон конструкциям завода                                                                                                   |
| Гавр                                               | 13 августа 1944  | 1 BQ-7                        | Промах  | Самолёт промахнулся мимо цели, сопровождавший на малой высоте «Москито» был уничтожен взрывом |
| Бункер подводных лодок в Гельголанде               | 11 сентября 1944 | 1 BQ-7                        | Сбит    | Сбит зенитным огнём и упал в море |
| Топливные заводы в Хейде, Германия                 | 14 сентября 1044 | 2 BQ-7                        | Промах  | Оба самолета промахнулись из-за плохих погодных условий и слабой видимости цели |
| Бункер подводных лодок в Гельголанде               | 15 октября 1944  | 2 BQ-7                        | Промах  | Оба самолета промахнулись из-за плохих погодных условий и слабой видимости цели |
| Бункер подводных лодок в Гельголанде               | 30 октября 1944  | 2 BQ-7 и 7 P-47 сопровождения | Недолёт | Погода помешала атаке на цель, и оба самолета были направлены к Берлину. Один разбился из-за нехватки топлива, второй из-за сбоя в аппаратуре достиг побережья Швеции и упал в море |
| Верфь в Герфорде                                   | 5 декабря 1944   | 2 BQ-7                        | Промах  | Цель не найдена из-за погодных условий. Самолёты направлены на альтернативную цель, но оба промахнулись |
| Электростанция в Ольденбурге                       | 1 января 1945    | 2 BQ-7                        | Сбиты   | Оба сбиты зенитным огнём |

Результаты применения были разочаровывающими. Помимо сбоев в аппаратуре управления, старые бомбардировщики, используемые для этих операций, страдали от множества поломок и износа систем. Применение самолётов было опасным для пилотов-операторов.
27 января 1945 года, генерал Карл Эндрю Спаатс распорядился закрыть программу.

## Дальнейшее развитие задела
Статистическое соотношение сбитых самолётов к промахам мимо цели обнадёживало в плане достижения более высокой результативности применения самолётов-снарядов путём усовершенствования системы наведения. Работы в этом направлении продолжились и после закрытия программы «Афродита». Одним из таких ответвлений, в частности стал проект получивший индекс MX-767 и реализовывашийся с апреля 1946 по июль 1950 года под кодовым названием «Банши», где в качестве самолётов-снарядов использовались переоборудованные для этих целей списанные тяжёлые бомбардировщики B-29.